# П'єр Бенуа
П'єр Бенуа́ (фр. Pierre Benoit); 16 липня 1886, Альбі (Тарн), Тарн, Франція — 3 березня 1962, Сібур, Атлантичні Піренеї, Франція) — французький письменник, член Французької академії (1931). Автор численних фантастичних та пригодницьких романів, другий з яких, «Атлантида», мав значний успіх у першій половині XX століття.

## Біографія
П'єр Бенуа народився в місті Альбі́, департамент Тарн, на півдні Франції, де служив в гарнізоні його батько, кадровий офіцер. Хоча Бенуа прожив в Альбі менше року, він відчував тісний зв'язок з містом і особливо його собором, який слугував для нього джерелом натхнення. У 1887 році його батько був переведений на службу в Туніс, а потім в Алжир. У 1907 році після служби в 1-му полку зуавів Бенуа вивчає літературу та історію, переїхавши в Монпельє. Отримавши ступінь бакалавра мистецтв, але не зумівши отримати посаду вчителя історії, він стає чиновником, і до 1922 року працює в освітянській сфері. До цього часу відносяться його поеми «Діадумен» і «Прохачки», за яких він отримує премію Товариства французьких літераторів (фр. Société des gens de lettres).
На початку Першої світової війни П'єра Бенуа мобілізують та відправляють на фронт, проте після битви при Шарлеруа він важко захворює і демобілізується. Отриманий досвід призвів до того, що Бенуа став переконаним пацифістом. Після війни виходять його перші романи: «Кенігсмарк» (1918) та «Атлантида». За другий роман він отримав Велику премію Французької академії.
З 1923 року Бенуа працює репортером для відомих паризьких газет, таких як Le Journal, France-Soir, L'Intransigeant. Він подорожує до Туреччини й Ірану, Палестини та Сирії, відвідує Австралію й Таїті, Аргентину і Бразилію, бере інтерв'ю у Хайле Селассіє I, Беніто Муссоліні, Германа Герінга. Паралельно з цим виходять його романи: «Солоне озеро», «Володарка ліванського замку», «Прокажений король», «Колодязі Якова», «Мадемуазель де ла Ферте», «Північне сонце», «Забутий».

Оскільки Бенуа часто подорожував, його романи часто описували інші, незвичні читачеві того часу країни: Алжир в «Атлантиді» (1919), США в «Солоному озері» (1921), Ірландію в «Дорозі гігантів» (1922), Сирію у «Володарці ліванського замку» (1924).
У 1929—1930 роках П'єр Бенуа — президент Товариства літераторів. 11 липня 1931 року він був обраний членом Французької академії.
Попри те, що під час Аншлюсу 1938 року Бенуа знаходився у Відні, він до останнього вірив у можливість союзу між Францією і Німеччиною, і початок Другої світової війни став для нього несподіванкою. У вересні 1944 за підозрою у співпраці з окупантами він був заарештований і відправлений до в'язниці Френ, але через півроку з нього зняли всі звинувачення.
З виходом роману «Агріат» у 1950 році до нього знову приходить успіх, і в 1957-му він пише сороковий за рахунком роман «Монсальват», тоді ж продається його п'ятимільйонна книга. Бесіди з ним під назвою «Від Кенігсмарка до Монсальвата» виходять в радіоефір. У 1959 році Бенуа йде на знак протесту з Французької академії після того, як в академію не прийняли його давнього друга письменника Поля Морана.
28 травня 1960 померла дружина Бенуа Марсель, після втрати якої письменник довго не міг оклигати. Помер П'єр Бенуа 3 березня 1962 року в Сібурі, що в департаменті Атлантичні Піренеї у Франції.

## Вибрані твори
Романи
- «Кенігсмарк» (Kœnigsmark, 1918)
- «Атлантида» (L'Atlantide, 1919)

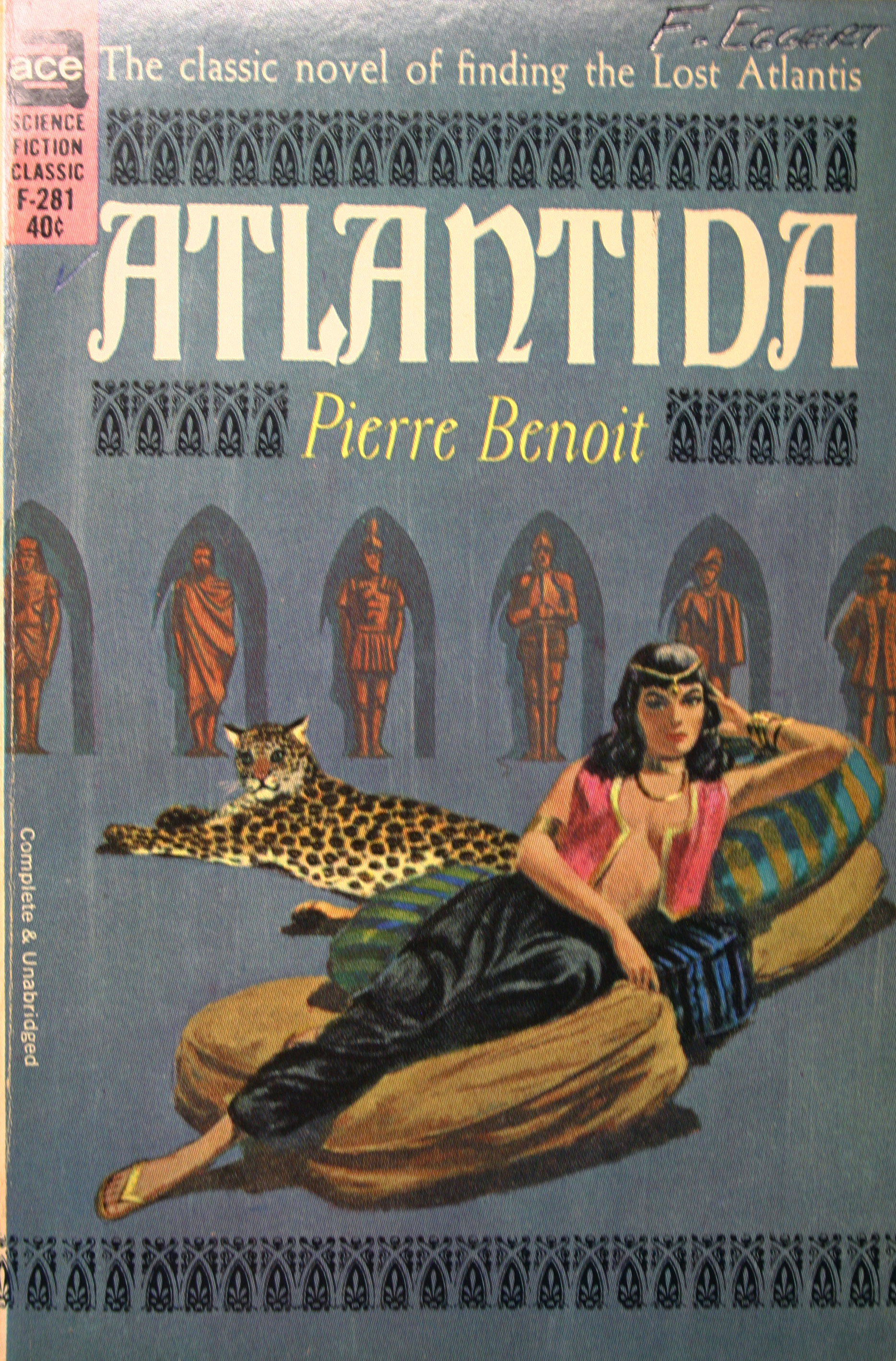
Обкладинка англомовного видання «Атлантиди» 1920 р.

- «За Дона Карлоса» (Pour don Carlos, 1920)
- «Солоне озеро» (Le Lac salé, 1921)
- «Шлях велетнів» (La Chaussée des géants, 1922)
- «Мадемуазель де ла Ферте» (Mademoiselle de La Ferté, 1923)
- «Володарка ліванського замку» (La Châtelaine du Liban, 1924)
- «Колодязі Якова» (Le Puits de Jacob, 1925)
- «Альберта» (Alberte, 1926)
- «Прокажений король» (Le Roi lépreux, 1927)
- «Північне сонце» (Le Soleil de minuit, 1930)
- «Зелений острів» (L'Île verte, 1932)
- «Агріат» (Les Agriates, 1950)
- «Монсальват» (Montsalvat, 1957)

Поеми
- «Діадумен» (Diadumène, 1914)
- «Прохачки» (Les Suppliantes, 1920)

## Переклади українською
- П'єр Бенуа. Шлях велетнів // Літературно-науковий вісник, 1923-24
- П'єр Бенуа. Атлантида / Переклад Ірини Овруцької. — Київ : Мистецтво, 1991. — 168 с. — 50000 прим. — ISBN 5-7715-0479-3.

## Екранізації
«Атлантида»
У 1921 році режисер Жак Фейдер вперше екранізував роман, поставивши фільм «Атлантида». У 1932 році німецький режисер Георг Вільгельм Пабст зняв ремейк фільму Ж. Фейдера, зрежисувавши однойменний фільм з Бригіттою Гельм у головній ролі. У 1961 році вийшов італійсько-французький фільм «Атлантида», поставлений режисером Едгаром Джорджем Ульмером. Остання за часом екранізація роману була здійснена у 1992 році режисером Бобом Свемом («Атлантида», Франція-Італя).
«Кенігсмарк»
Книга була екранізована тричі: Леонсом Перре в 1923-му, Морісом Турнером у 1935 році та Соланж Терак у 1953-му.